# Ammannia latifolia
Ammannia latifolia là một loài thực vật có hoa trong họ Lythraceae. Loài này được L. mô tả khoa học đầu tiên năm 1753.